# Pilcaniyeu (departement)
Pilcaniyeu is een departement in de Argentijnse provincie Río Negro. Het departement (Spaans:  departamento) heeft een oppervlakte van 10.545 km² en telt 6.114 inwoners.

## Plaatsen in departement Pilcaniyeu
- Cañadon Chileno
- Comallo
- Dina Huapi
- Laguna Blanca
- Ñirihuau
- Paso Flores
- Pilcaniyeu
- Pilquiniyeu del Limay
- Villa Llanquín